# 황금가시쥐
황금가시쥐(Acomys russatus)는 쥐과에 속하는 설치류이다. 중동에서 널리 분포한다. 작은 크기의 설치류로 머리부터 몸까지 몸길이가 90~122mm이고, 꼬리 길이는 56~81mm, 발 길이는 19~22mm이다. 귀는 19~22mm이고, 몸무게는 최대 53.2g이다.